# Dream On (singel Amy Macdonald)
„Dream On” – singel szkockiej piosenkarki Amy Macdonald wydany jako pierwszy singel promujący jej czwarty album Under Stars. Twórcami tekstu utworu są Amy Macdonald, Ben Parker oraz James Sims, natomiast jego produkcją zajęli się Mike Rowe i Andy Brittain. Singel został wydany 6 stycznia 2017.
W Polsce utwór dotarł do 58 miejsca notowania AirPlay – Top

## Teledysk
Teledysk do singla został nakręcony pod koniec 2016 roku, a za jego reżyserię odpowiada Yonatan Weisberg. Oficjalna premiera wideoklipu miała miejsce 13 stycznia 2017 roku na oficjalnym kanale Vevo artystki.

## Notowania
| Lista przebojów (2017)                 | Najwyższa pozycja |
| -------------------------------------- | ----------------- |
| Belgia (Ultratop 50 Singles, Flandria) | 34                |
| Belgia (Ultratop 50 Singles, Walonia)  | 12                |
| Polska (AirPlay – Top)                 | 58                |
| Szkocja (The Official Charts Company)  | 28                |
| Szwajcaria (Singles Top 100)           | 32                |